# عبدالله وبران
عبدالله وبران (انگلیسی: Abdullah Wabran؛ زادهٔ ۲ ژوئیهٔ ۱۹۷۱) یا عبدالله سیحان بازیکن فوتبال اهل کویت است.
از باشگاه‌هایی که در آن بازی کرده‌است می‌توان به باشگاه ورزشی الریان، باشگاه ورزشی العربی کویت و باشگاه ورزشی التضامن کویت اشاره کرد.
وی به همراه تیم ملی فوتبال کویت در بازی‌های المپیک تابستانی ۱۹۹۲ و بازی‌های المپیک تابستانی ۲۰۰۰ شرکت کرده است.